# Knox (Indiana)
Knox es una ciudad ubicada en el condado de Starke en el estado estadounidense de Indiana. En el Censo de 2010 tenía una población de 3704 habitantes y una densidad poblacional de 364,83 personas por km².

## Geografía
Knox se encuentra ubicada en las coordenadas 41°17′28″N 86°37′16″O / 41.29111, -86.62111. Según la Oficina del Censo de los Estados Unidos, Knox tiene una superficie total de 10.15 km², de la cual 10.15 km² corresponden a tierra firme y (0%) 0 km² es agua.

## Demografía
Según el censo de 2010, había 3704 personas residiendo en Knox. La densidad de población era de 364,83 hab./km². De los 3704 habitantes, Knox estaba compuesto por el 96.33% blancos, el 0.35% eran afroamericanos, el 0.19% eran amerindios, el 0.32% eran asiáticos, el 0% eran isleños del Pacífico, el 1.08% eran de otras razas y el 1.73% pertenecían a dos o más razas. Del total de la población el 2.94% eran hispanos o latinos de cualquier raza.